# Jaroslav Kvapil
Jaroslav Kvapil (Chudenice, 25 settembre 1868 – Praga, 10 gennaio 1950) è stato un poeta, drammaturgo, librettista traduttore e regista teatrale ceco.
Direttore artistico del Teatro Nazionale di Praga dal 1912, ne rinnovò il repertorio introducendo drammi di Anton Čechov, Henrik Ibsen e Maksim Gor'kij.
Divenuto direttore del Teatro di Vinohrady nel 1921, divenne celebre come librettista di Rusalka di Antonín Dvořák. Nel 1917 Kvapil firmò il Manifesto degli Scrittori Cechi.
Nel 1946 lo Stato gli conferì il titolo di artista nazionale.